# Sessilia
Los balanos o picorocos (orden Sessilia), son crustáceos filtradores que viven fijos a superficies duras como rocas en la zona intermareal, a objetos flotantes o a conchas de moluscos.

## Biología
Algunas especies de balanos son pelágicas y se encuentran con frecuencia en animales marinos u otros objetos flotantes. Las especies intermareales dependen más del movimiento del agua que del movimiento de sus cirros para alimentarse por lo que se encuentran fundamentalmente en costas expuestas. 

## Taxonomía
El orden Sessilia se divide en los siguientes subórdenes y familias:
Suborden Brachylepadomorpha Withers, 1923
- Neobrachylepadidae Newman y Yamaguchi, 1995

Suborden Verrucomorpha Pilsbry, 1916
- Neoverrucidae Newman, 1989
- Verrucidae Darwin, 1854

Suborden Balanomorpha Pilsbry, 1916
- Superfamilia Chionelasmatoidea Buckeridge, 1983
  - Chionelasmatidae Buckeridge, 1983
- Superfamilia Pachylasmatoidea Utinomi, 1968
  - Pachylasmatidae Utinomi, 1968
- Superfamilia Chthamaloidea Darwin, 1854
  - Catophragmidae Utinomi, 1968
  - Chthamalidae Darwin, 1854
- Superfamilia Coronuloidea Leach, 1817
  - Chelonibiidae Pilsbry, 1916
  - Coronulidae Leach, 1817
  - Platylepadidae Newman & Ross, 1976
- Superfamilia Tetraclitoidea Gruvel, 1903
  - Bathylasmatidae Newman & Ross, 1971
  - Tetraclitidae Gruvel, 1903
- Superfamilia Balanoidea Leach, 1817
  - Archaeobalanidae Newman & Ross, 1976
  - Balanidae Leach, 1817
  - Pyrgomatidae Gray, 1825